# Beschermheilige
Een beschermheilige, ook wel patroonheilige, schutspatroon of kortweg patroon, patrones of patrocinium genoemd, is in de Orthodoxe Kerk en de Rooms-Katholieke Kerk een heilige of een engel die wordt beschouwd en vereerd als beschermer van een stad, land, kerk, voorwerp, gilde, beroepsgroep of individu. De beschermheilige kan in geval van ziekte of andere noden worden aangeroepen. Hij kan ook de heilige zijn van wie men bij het doopsel de naam ontvangt.

## Voorbeelden

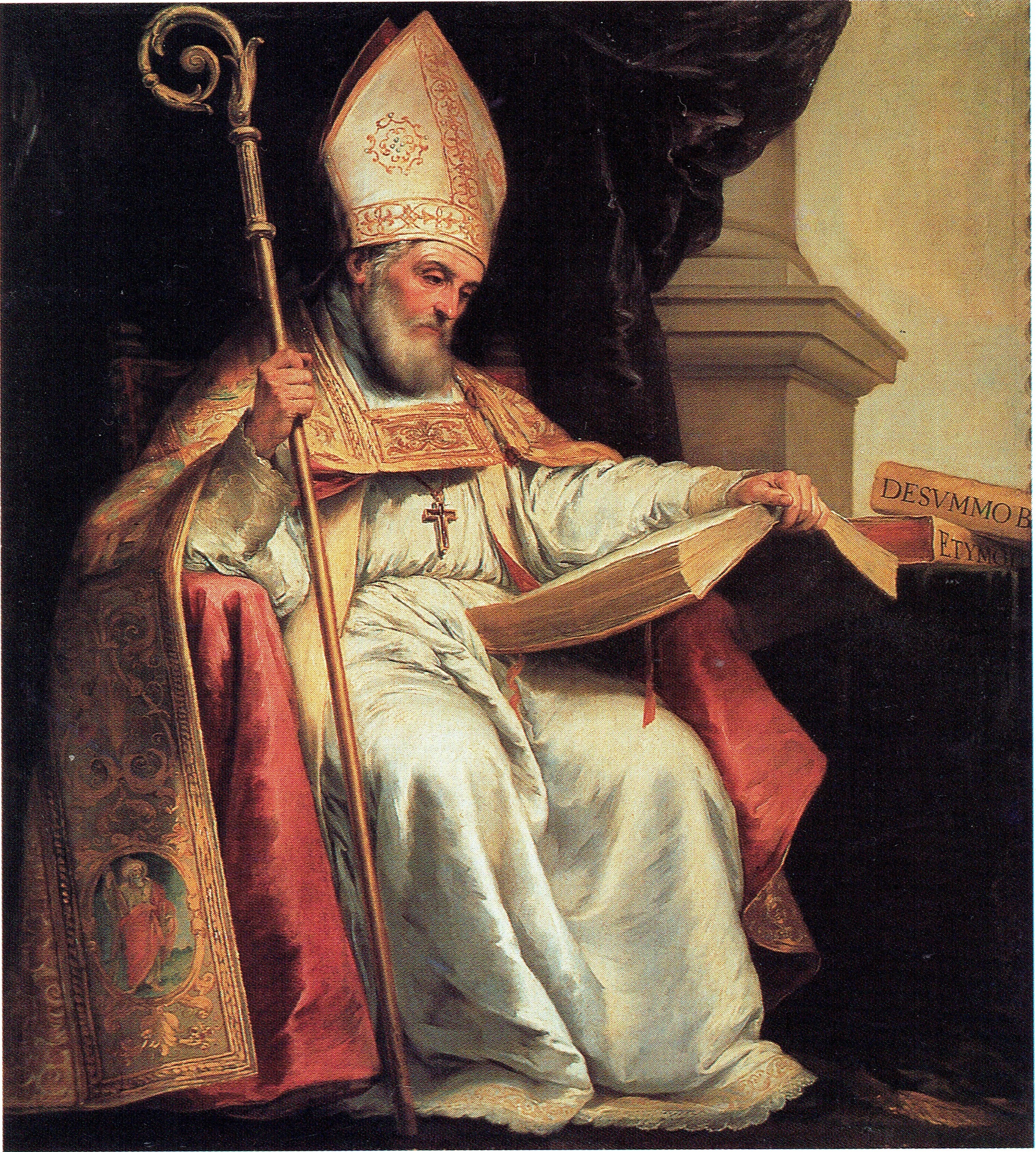
Isidorus van Sevilla, de beschermheilige van het internet (schilderij van Bartolomé Esteban Murillo)

- Agatha van klokkenmakers, van bakkers, van de plaatsen Sint-Agatha-Berchem en Sint Agatha en van het vuur
- Ambrosius van Milaan van imkers
- Andreas van onder anderen vissers en vishandelaren
- Antonius van Padua van onder andere verloren voorwerpen
- Barbara van onder anderen mijnwerkers, brandweerlieden, artilleristen en wapensmeden
- Bavo van Nederland, Haarlem en Gent
- Cecilia van muziek, instrumentenmakers en zangers
- Christoffel van reizigers, automobilisten en van de stad Roermond
- Cunera van Rhenen van vee- en keelziekten
- Cyrillus van Saloniki, diens broer Methodius en Benedictus van Nursia zijn gedrieën de patroonheiligen van Europa
- Domnius van Split
- Eligius of Eloy/Elooi van onder anderen smeden, edelsmeden en hoefsmeden
- Elmo of Erasmus van iedereen die op zee of met explosieven werkt, en kan worden aangeroepen bij geboorten, zeeziekte en stormen
- Filomena van kinderen, toekomstige moeders, de gefolterden en gevangenen
- Franciscus van Assisi van Italië
- Genoveva van Parijs van wijnboeren, vrouwen, hoedenmakers en herders
- Hubertus van de jacht
- Isidorus van Madrid van de boeren
- Isidorus van Sevilla van het internet en elektriciteit
- Jeanne d'Arc van Frankrijk, soldaten en slachtoffers van verkrachting
- Johannes de Doper van drukkers, monniken, vrijmetselaars, Duitsland, Florence en Genua
- José de Anchieta van scoliosepatiënten
- Joris of Georgius van Griekenland, sinds de 18e eeuw van Engeland, Ridderkerk en van Amersfoort en veel andere steden en landen. Ook van alle vormen van strijd, van soldaten en ridders en van de padvinderij.
- Jozef van België
- Judas Taddeüs van hopeloze gevallen
- Laurentius van Rome van de stad Rotterdam en van de bakkers
- Lebuinus van Deventer
- Lucia van Syracuse, van de blinden
- Marinus van de stadstaat San Marino (de oudste bestaande republiek, mogelijk door hem gesticht in 301)
- Maarten van Utrecht, Losser en Groningen (de Martinistad)
- Marcus van juristen, glasblazers en gevangenen, Egypte, Venetië en Venice (Florida). Hij wordt aangeroepen bij problemen met de schildklier of in gevecht met leeuwen
- De aartsengel Michaël van Engeland, Brussel en Zwolle
- Nicolaas van zeelieden, vele havensteden, waaronder Amsterdam, en van Rusland. Ook is hij patroonheilige van de gevangenen.
- Sint-Paulus van Opwijk en de ruiters
- Pedro de San José de Betancourt van de daklozen en degenen die voor de zieken zorgen
- Rosa van Lima, stadspatronesse van Sittard
- Patricius van Ierland
- Sebastiaan van onder anderen (boog-)schutters, soldaten, brandweerlieden
- Ursula van Keulen van leraressen en schoolkinderen
- Victor van Marseille van (koren-)molenaars
- Walricus van schippers
- Willibrordus van Luxemburg, Nederland en Holland